# Francisco de Candie (François de Candie)
François de Candie, ha sido un vídamo (vidomne) de Ginebra (c. 1314 – 26 de diciembre de 1390), fue un noble y comandante militar del príncipe-obispo de Ginebra.

## Ascendencia
François de Candie toma su apellido del feudo y señorío de la familia noble del Castillo de Cándia Chaffardón (château de Candie) en la zona de Chambéry del Ducado de Saboya

## Hidalguía
En un principio desarrollo su carrera militar, el caballero de Candie luchó por la protección de los pasos alpinos y en 1368 en recomocimiento a sus logros Amadeo VI de Saboya lo ha nombrado Capitán del Castillo del Río Ródano (capitaine du château de l'Ile sur le Rhône). Aunque originalmente había comenzado su carrera militar al servicio de su citadela, las herencias y logros posteriores asciende a hidalgo.
En 1377, François de Candie es nombrado vizconde de Ginebra.